# Pipa arrabali
Pipa arrabali là một loài ếch trong họ Pipidae.
Nó được tìm thấy ở Brasil, Guyana, Suriname, Venezuela, và có thể cả Peru.
Các môi trường sống tự nhiên của chúng là các khu rừng ẩm ướt đất thấp nhiệt đới hoặc cận nhiệt đới, đầm nước ngọt, đầm nước ngọt có nước theo mùa, ao, và kênh đào và mương rãnh. Loài này đang bị đe dọa do mất môi trường sống.